# Thomas Forsberg
Thomas Börje Forsberg, mera känd under artistnamnet Quorthon, född 17 februari 1966 i Stockholm, död 3 juni 2004 i Stockholm, var en svensk musiker och kompositör i black/viking-metalgruppen Bathory. Under tidigt 1980-tal lade han tillsammans med grupper som Venom, Celtic Frost och Hellhammer grunden för det som i dag benämns black metal. Han anses vara en av de stora pionjärerna för extremmetallen.

## Biografi
Quorthon var ansvarig för större delen av instrumenthanteringen i Bathory samt var ensam kompositör och textförfattare. Andra musiker figurerade endast sporadiskt av och till i bandet. Han var även involverad i ett soloprojekt uppkallat efter honom själv. Musiken där kan dock mer beskrivas som hårdare, bluesinfluerad rock and roll som var mycket annorlunda jämfört med den musik han spelade i Bathory. Pseudonymen Quorthon kommer ur en lista över demoner.
Thomas Forsberg avled i sömnen i juni 2004 på grund av ett medfött hjärtfel.
Tillsammans med sin syster Jennie Tebler drev Forsberg musikprojektet Jennie Tebler och singeln "Silverwing" gavs ut efter hans död. Han är begravd på Sandsborgskyrkogården i Stockholm.

## Diskografi

### Med Bathory
- 1984 – Bathory
- 1985 – The Return...
- 1986 – Under the Sign of the Black Mark
- 1988 – Blood Fire Death
- 1990 – Hammerheart
- 1991 – Twilight of the Gods
- 1994 – Requiem
- 1995 – Octagon
- 1996 – Blood on Ice
- 2001 – Destroyer of Worlds
- 2002 – Nordland I
- 2003 – Nordland II

### Som Quorthon
- 1994 – Album
- 1997 – Purity of Essence

### Med Jennie Tebler
- 2005 – "Silverwing" (singel, utgiven efter Quorthons död)